# Christine Foyer
Christine Helen Foyer (* 3. Oktober 1952 in Gainsborough, Lincolnshire) ist eine britische Biochemikerin und Botanikerin.
Christine Foyer studierte an der University of Portsmouth mit dem Bachelor-Abschluss 1974 und wurde 1977 am King’s College London in Biochemie bei Barry Halliwell promoviert. Als Post-Doktorandin war sie in der Photosynthese-Gruppe der University of Sheffield und war ab 1988 Forschungsdirektorin am französischen Forschungsinstitut für Landwirtschaft (INRA) in Versailles. Ab 1994 leitete sie eine Abteilung am Institute of Grassland and Environmental Research in Aberystwyth in Wales und ab 1998 am Institut für Kulturpflanzen (Arable Crops Research, Rothamsted Research) in Harpenden. 2007 wurde sie Professorin für molekulare Landwirtschaft an der University of Newcastle, ab 2009 war sie am Africa College der University of Leeds und ab 2019 Professorin für Botanik (Plant Sciences) an der University of Birmingham.
Sie forscht über den Stoffwechsel von Pflanzen unter optimalen Bedingungen und unter Stress (Redox-Prozesse und ihr Einfluss auf Photosynthese, Atmung und Signalwege von Phytohormonen und Wanderung von Stoffen in der Zelle, Wirkung von Antioxidantien wie Ascorbinsäure und Glutathion). Dabei benutzt sie sowohl die häufig benutzte Modellpflanze Arabidopsis als auch Feldpflanzen (Weizen, Gerste, Mais, Sojabohnen, Erbsen, Tomaten u. a.) als Untersuchungsobjekte für Reaktionen auf äußeren Stress (Blattläuse, Trockenheit, intensives Licht, Kälte u. a.). Sie forscht auch an Kulturpflanzen, die widerstandsfähig gegen solche Stresseinflüsse sind. Außerdem erforscht sie den Einfluss von Proteasen und Proteinen wie WHIRLY1 und LEA5 auf die Pflanzenentwicklung.
Der Glutathion-Ascorbat-Zyklus zum Abbau (Reduktion) des stark oxidierenden Stoffwechsel-Abfallprodukts Wasserstoffperoxid zum Beispiel in den Chloroplasten von pflanzlichen Zellen wird auch Foyer-Halliwell-Asada-Weg genannt, nach ihr, Barry Halliwell und Kozi Asada. Sie entdeckten den Zyklus 1976.
Sie ist Präsidentin der Association of Applied Biologists (2021) und Generalsekretärin der Federation of European Societies of Plant Biologists. Sie ist Ratsmitglied in der American Society of Plant Biologists und Mitglied der Französischen Akademie für Landwirtschaft.
Sie war Herausgeberin (Senior Editor) für die Zeitschrift Plant, Cell and Environment. Von ihr stammen über 400 Arbeiten (2021), dabei einige hochzitierte.

## Schriften
Bücher:
- Photosynthesis, Krieger Publishing 1991
- mit Philip M. Mullineaux (Herausgeber): Causes of Photooxidative Stress and Amelioration of Defense Systems in Plants, CRC Press: 1994.
- mit W. Paul Quick (Hrsg.): A Molecular Approach to Primary Metabolism in Higher Plants, Taylor and Francis 1997
- mit Martin A. Parry, Brian Forde (Hrsg.): Molecular Physiology: Engineering Crops for Hostile Environments, Oxford University Press: 2000.
- mit Graham Noctor (Hrsg.): Photosynthetic Nitrogen Assimilation and Associated Carbon and Respiratory Metabolism, Springer 2004
- mit Hanma Zhang (Hrsg.): Nitrogen Metabolism in Plants in the Post-genomic Era, Wiley-Blackwell 2010

Aufsätze (Auswahl):
- mit Barry Halliwell: The presence of glutathione and glutathione reductase in chloroplasts: a proposed role in ascorbic acid metabolism, Planta, Band 133, 1976, S. 21–25 (Glutathion-Ascorbat-Zyklus, bis 2021 über 2700-mal zitiert)[1]
- mit M. Lelandais, K. J. Kunert: Photooxidative stress in plants, Physiologia Plantarum, Band 92, 1994, S. 696–717
- mit P. Descourviereres, K. J. Kunert: Protection against oxygen radicals: an important defence mechanism studied in transgenic plants, Plant, Cell & Environment, Band 17, 1994, S. 507–523
- mit H. Lopez-Delgado, J. F. Dat, I. M. Scott: Hydrogen peroxide- and glutathione-associated mechanisms of acclimatory stress tolerance and signalling, Physiologia Plantarum, Band 100, 1997, S. 241–254
- mit G. Noctor: Ascorbate and glutathione: keeping active oxygen under control, Annual Review of Plant Biology, Band 49, 1998, S. 249–279
- mit G. Noctor: Redox sensing and signalling associated with reactive oxygen in chloroplasts, peroxisomes and mitochondria, Physiologia Plantarum, Band 119, 2003, S. 355–364
- mit G. Noctor: Redox homeostasis and antioxidant signaling: a metabolic interface between stress perception and physiological responses, The Plant Cell, Band 17, 2005, S. 1866–1875
- mit G.Noctor: Oxidant and antioxidant signalling in plants: a re-evaluation of the concept of oxidative stress in a physiological context, Plant, Cell & Environment, Band 28, 2005, S. 1056–1071
- mit G. Noctor: Ascorbate and glutathione: the heart of the redox hub, Plant Physiology, Band 155, 2011, S. 2–18